# アッタロスの柱廊

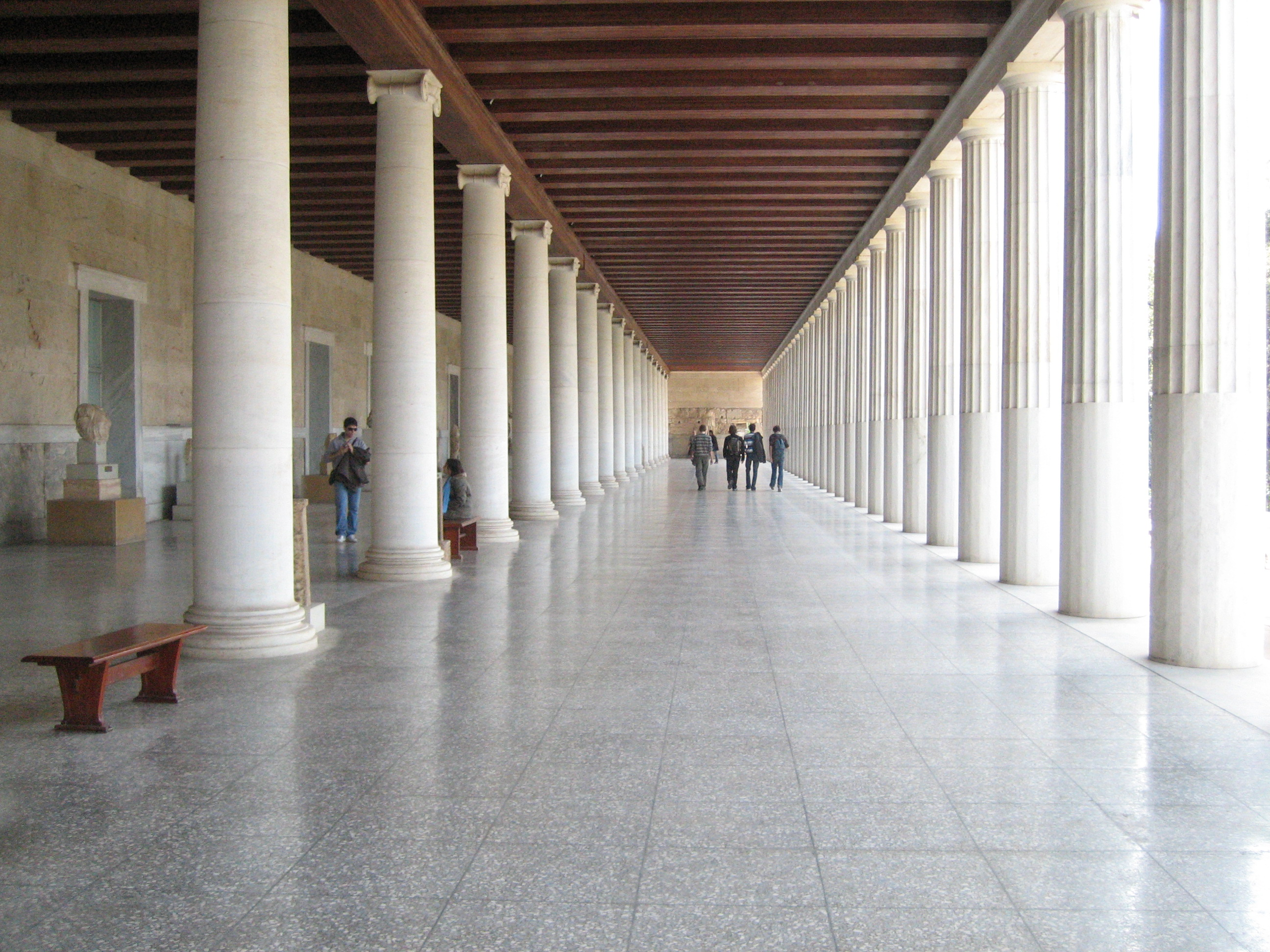
柱廊内部

アッタロスの柱廊（ギリシア語: Στοά του Αττάλου，英語: Stoa of Attalos）はギリシャ アテネのアテナイのアゴラ内にある柱廊。日本語でアッタロスのストアと表記されることもある。
紀元前2世紀、ペルガモンの王アッタロス2世が、アテナイで学問を学んだことに対する謝礼としてアテナイに寄贈したものである。267年にローマ帝国に侵入したヘルール族により破壊されるまで使われていた。その後、アテナイの城壁の一部として使われていたが、1950年代になってアテナイのアゴラ内の博物館の建物として再築された。この再築は古代建築物を忠実に復元する考古学上重要な出来事とされる。
アッタロスの柱廊は古代アテネ時代の一般的な柱廊より規模が大きく、長さ115m、奥行き20mの規模である。ペンテリ山（Penteli Mountain）産の大理石と石灰岩で造られた建物は複数の建築様式から成っており、例えば1階部分の列柱の外側はドーリア式、内側はイオニア式の建築様式を用いている。これは古代ギリシャやヘレニズム時代には一般的であった建築手法である。列柱の奥に設けられた小部屋の採光と通気は、主に柱廊側の入り口からなされるようになっており、部屋の奥には小さな窓が設けられているだけだった。柱廊の両端には2階部分に上がる階段が設けられていた。
現在、アッタロスの柱廊は古代アゴラ博物館（Museum of the Ancient Agora）の展示室となっている。

## 古代アゴラ博物館 収蔵品

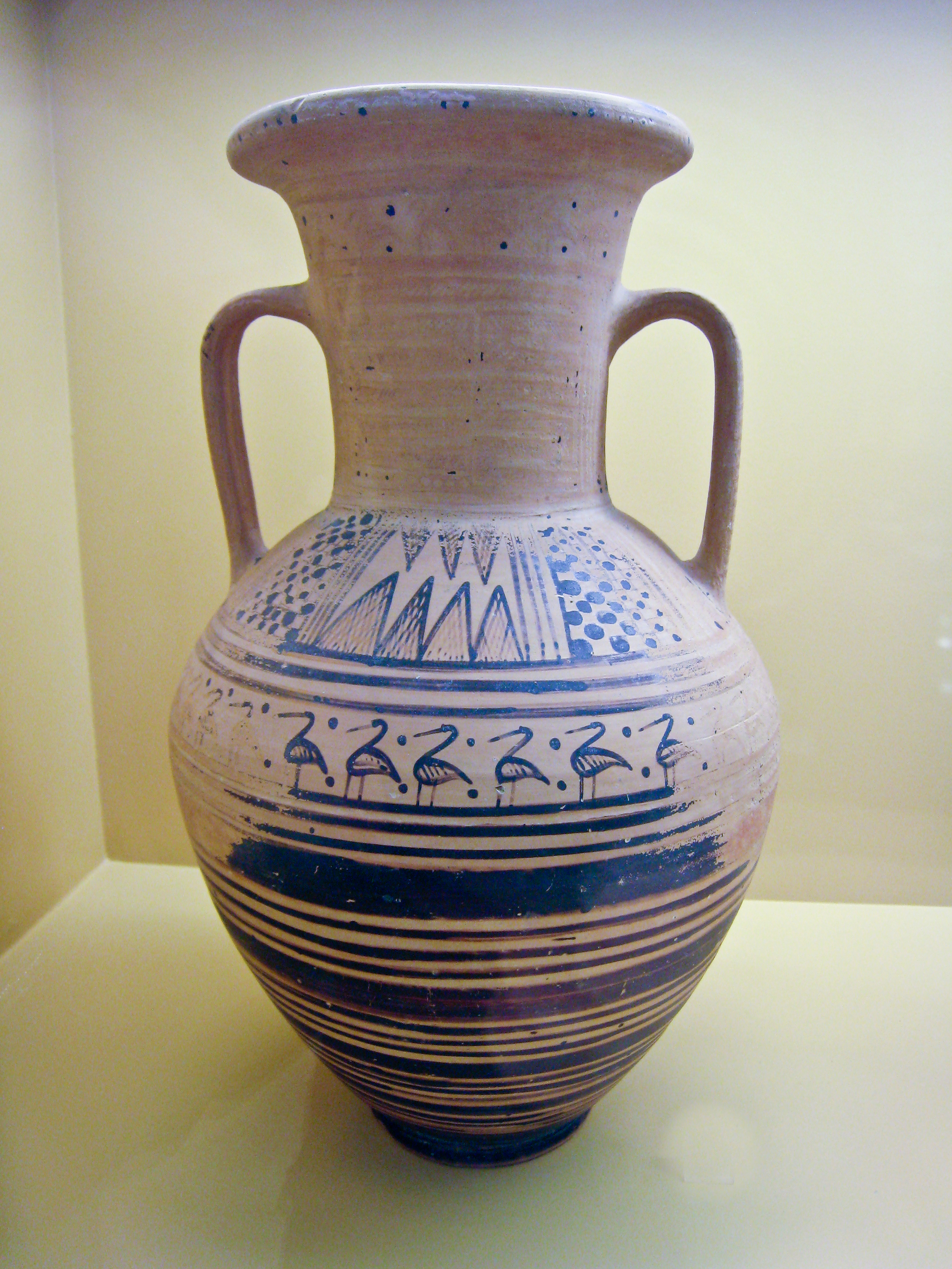
鳥の絵柄のアンフォラ (750-725 BC)
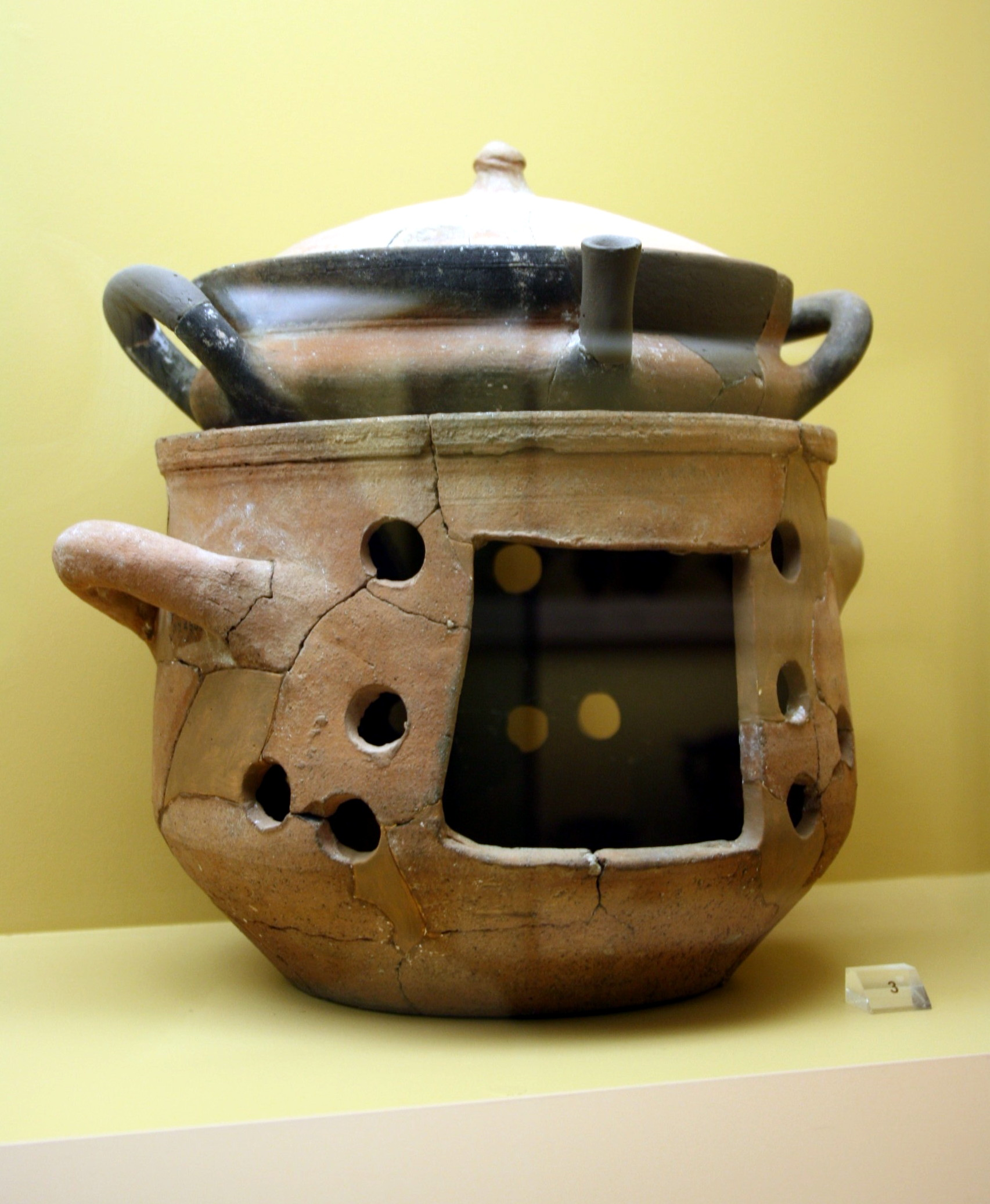
鍋と火鉢 (BC 6世紀-4世紀)
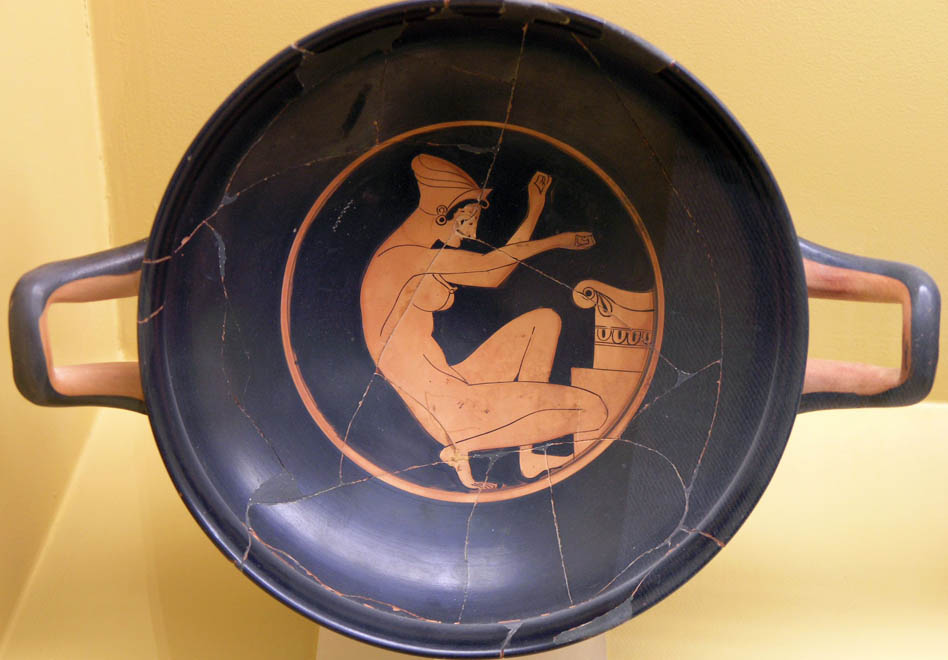
祭壇に跪く女性をデザインした酒盃 (BC 5世紀)
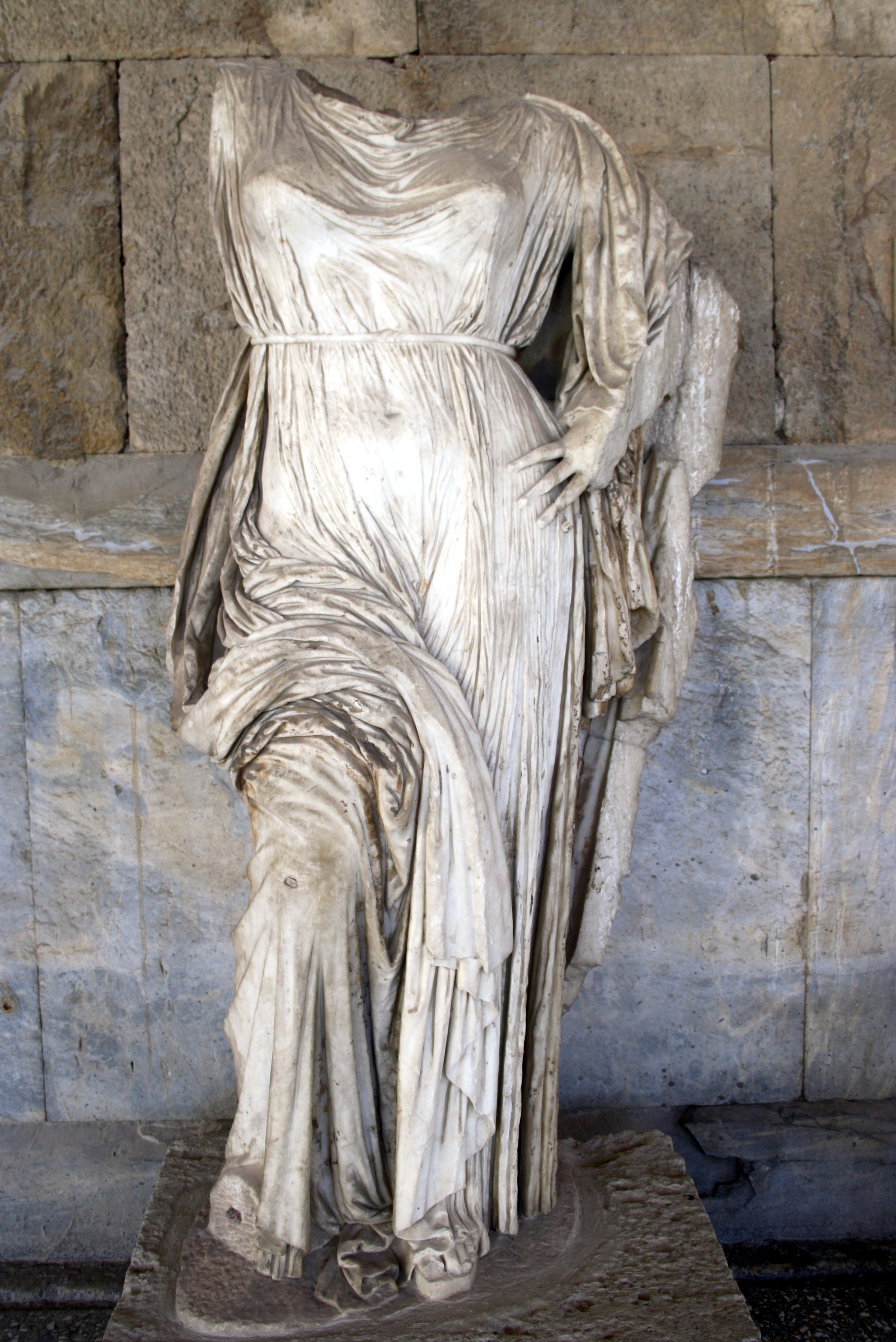
アフロディテと推定される像 (BC 4世紀初頭)
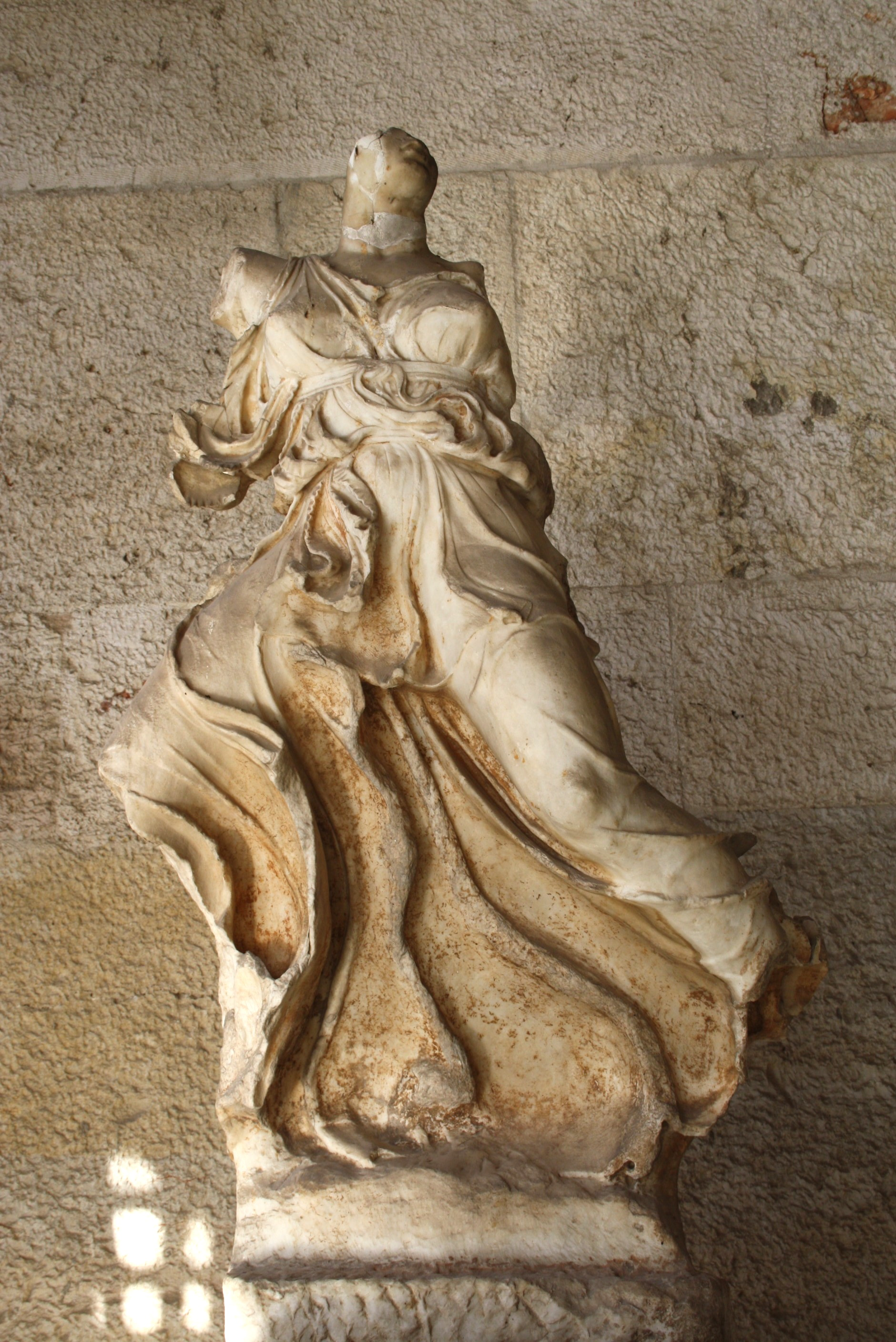
女神ニケ像 (BC 4世紀)
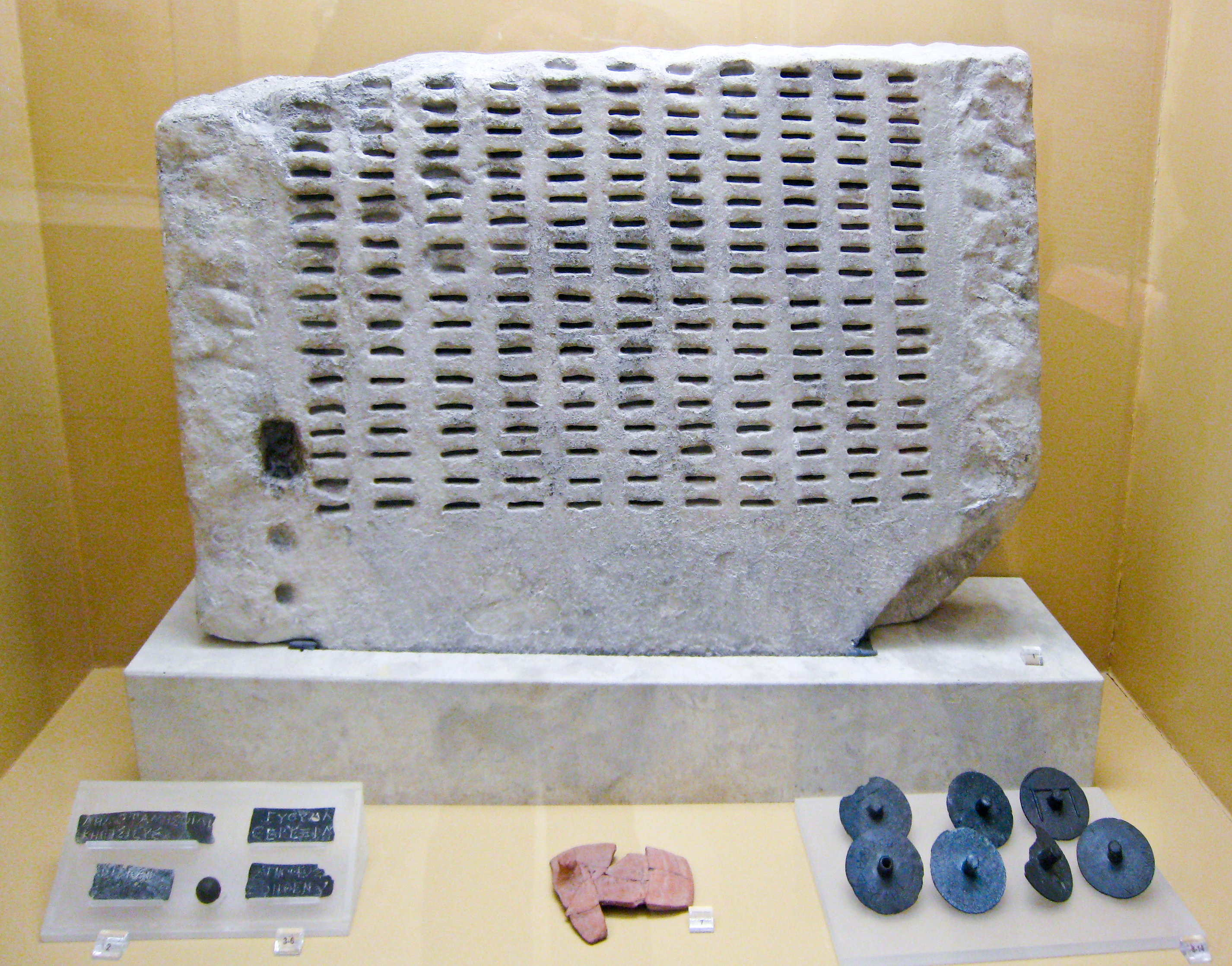
評議会議員を選ぶための抽選機”クリロテリオン”
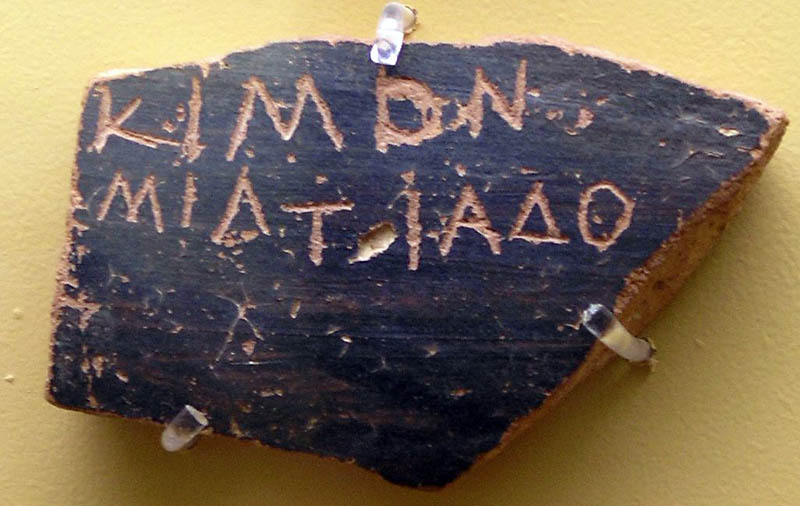
”キモン”と書かれた陶片
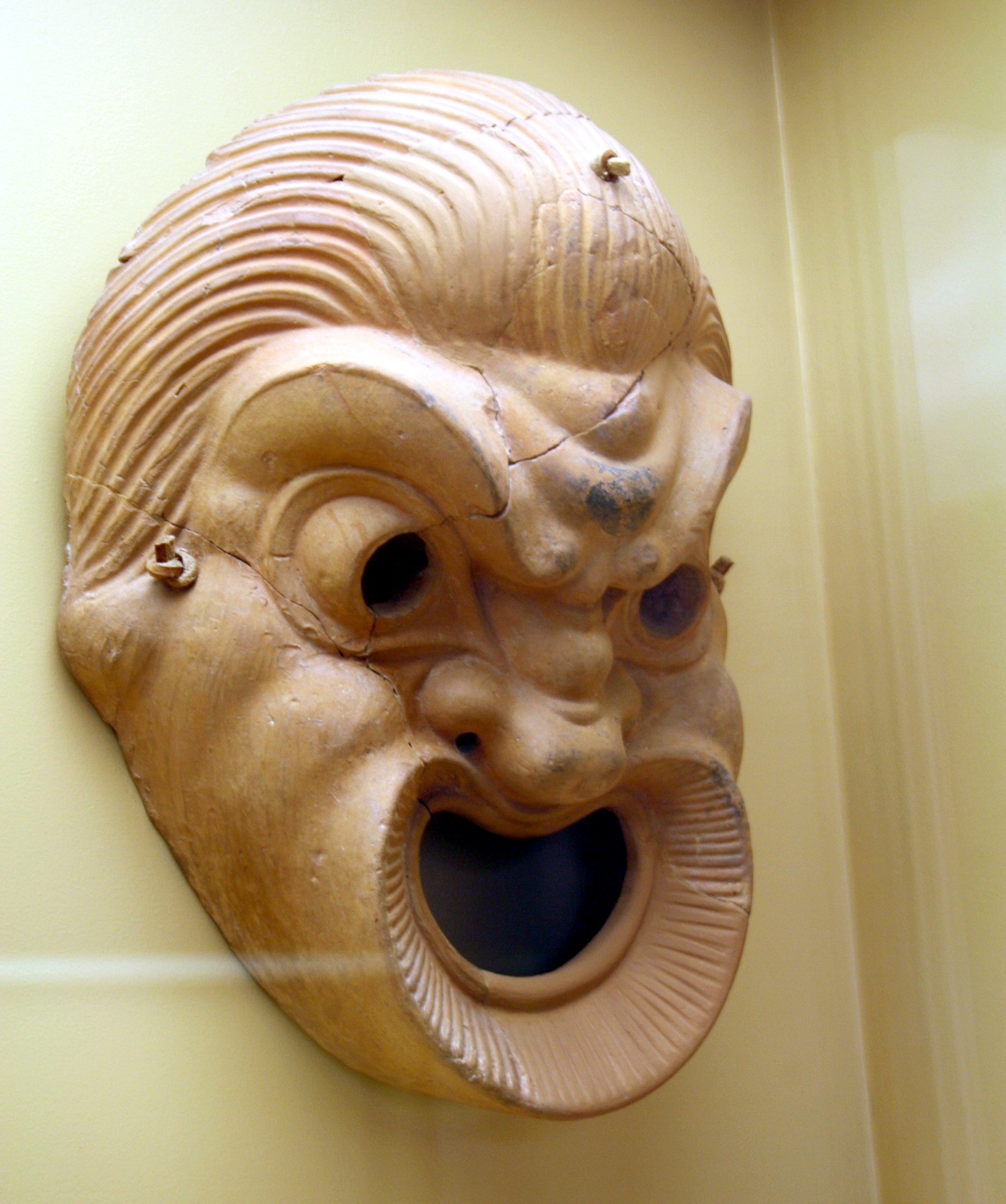
演劇用の仮面 (BC 4世紀-3世紀)
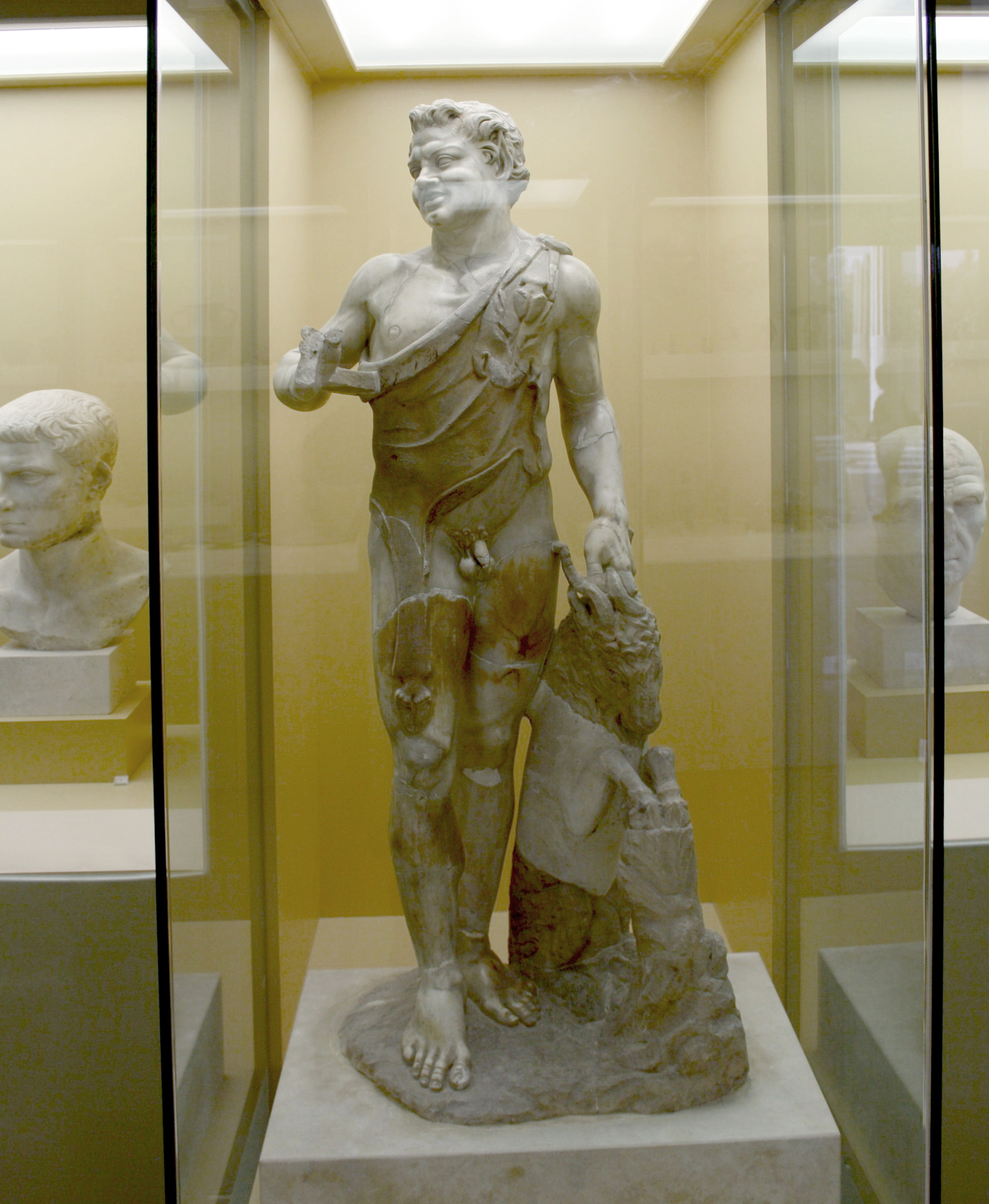
サテュロス像
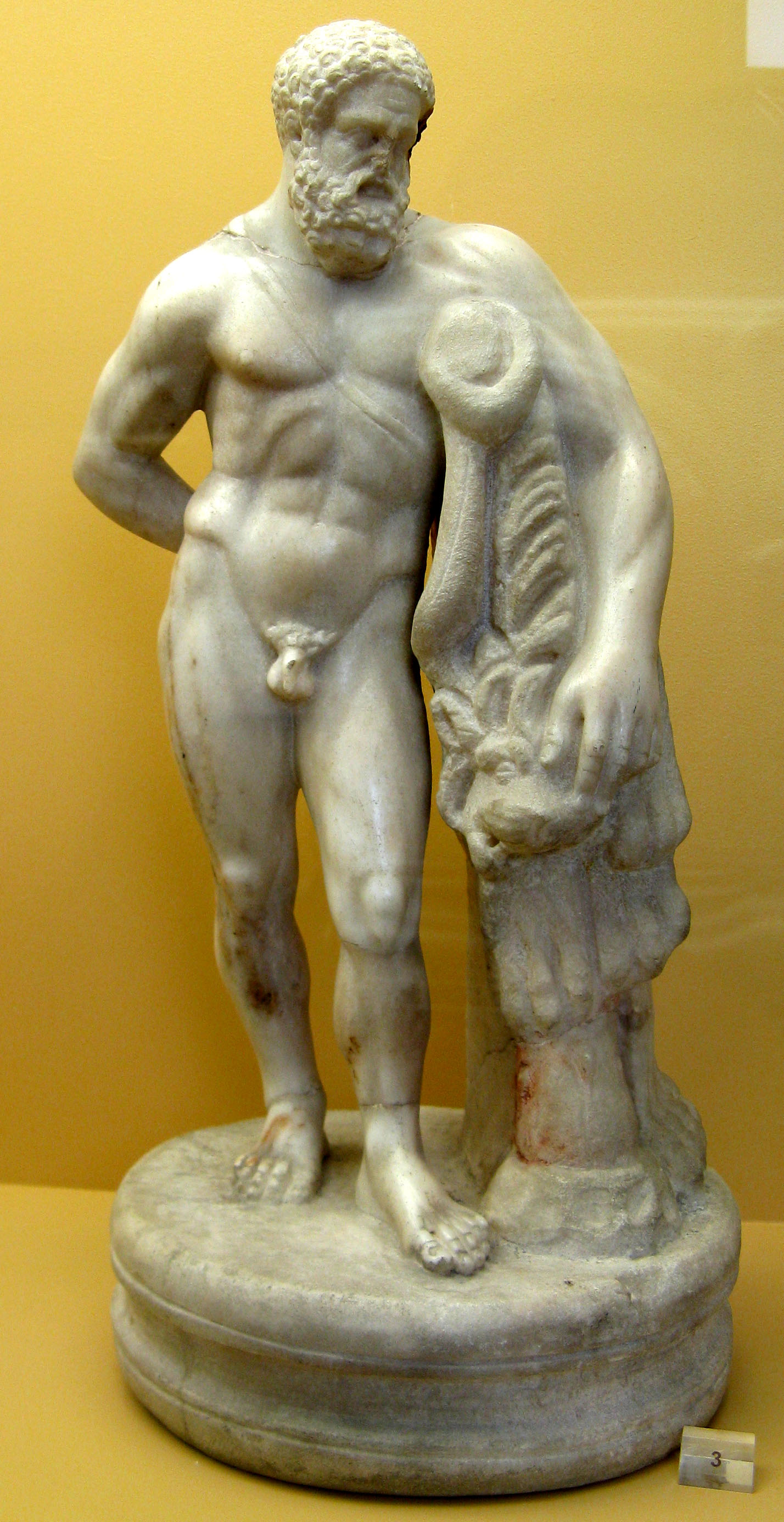
ヘラクレス像
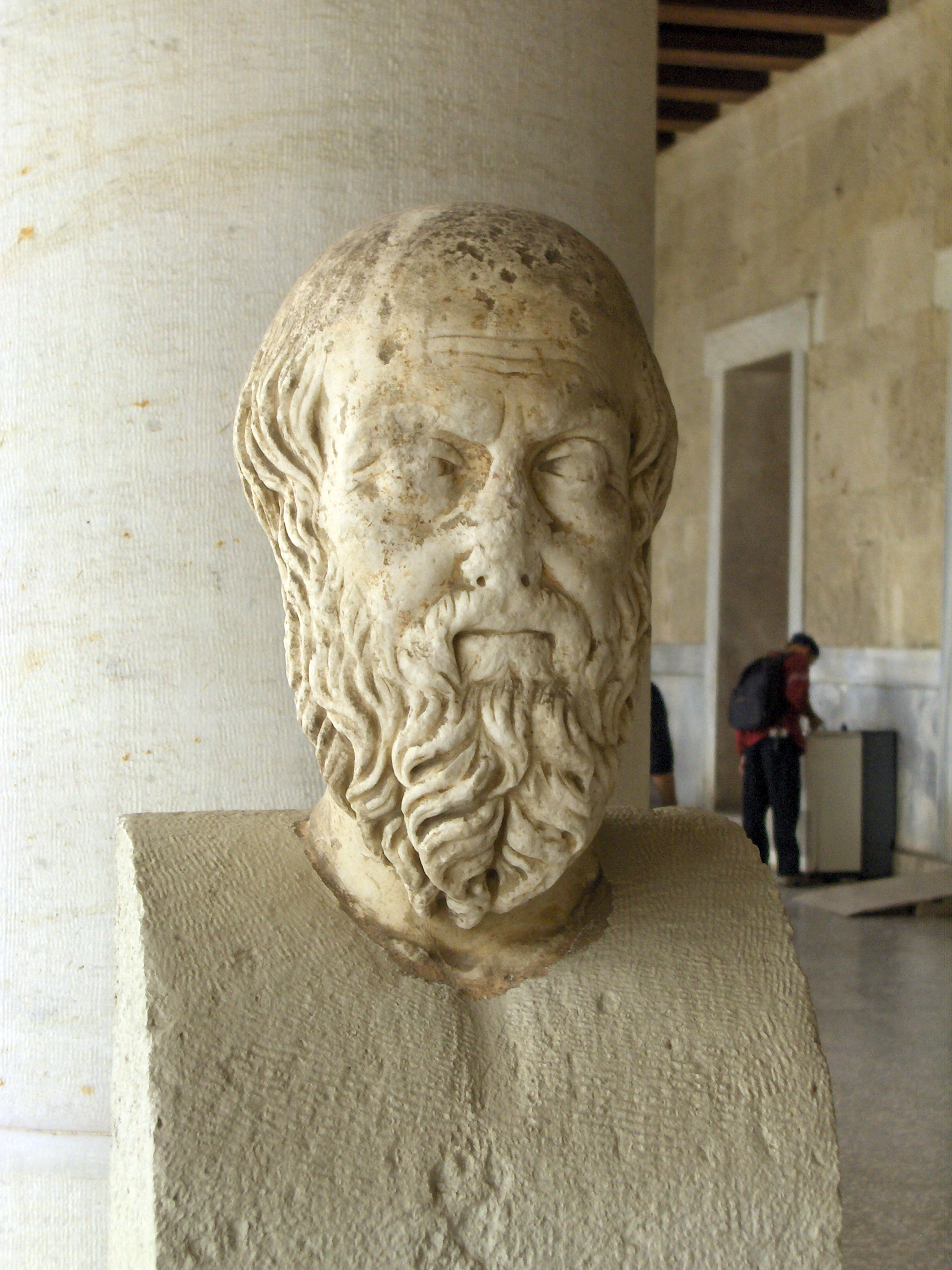
ヘロドトス胸像 (2世紀)
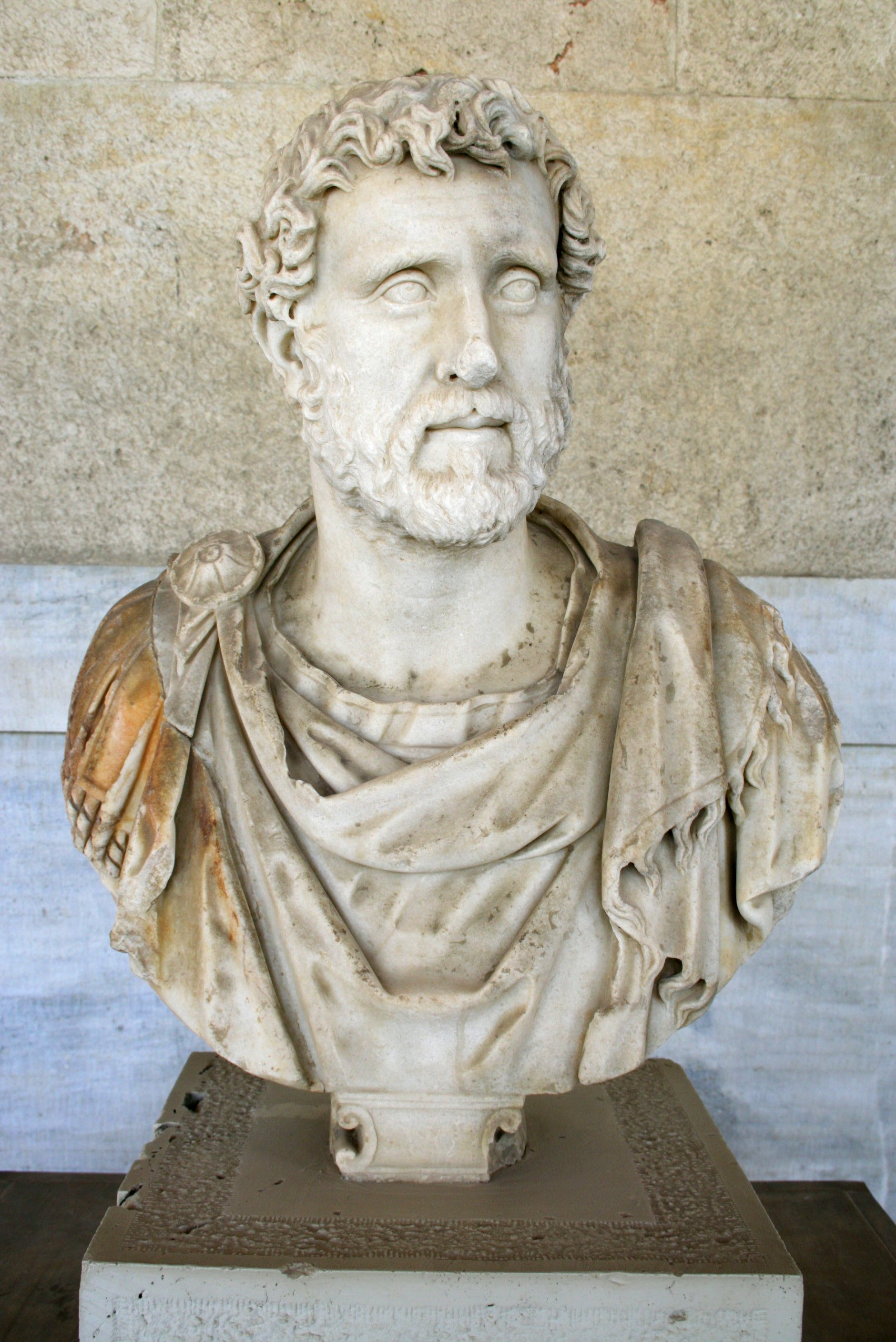
ローマ皇帝アントニヌス・ピウスの胸像
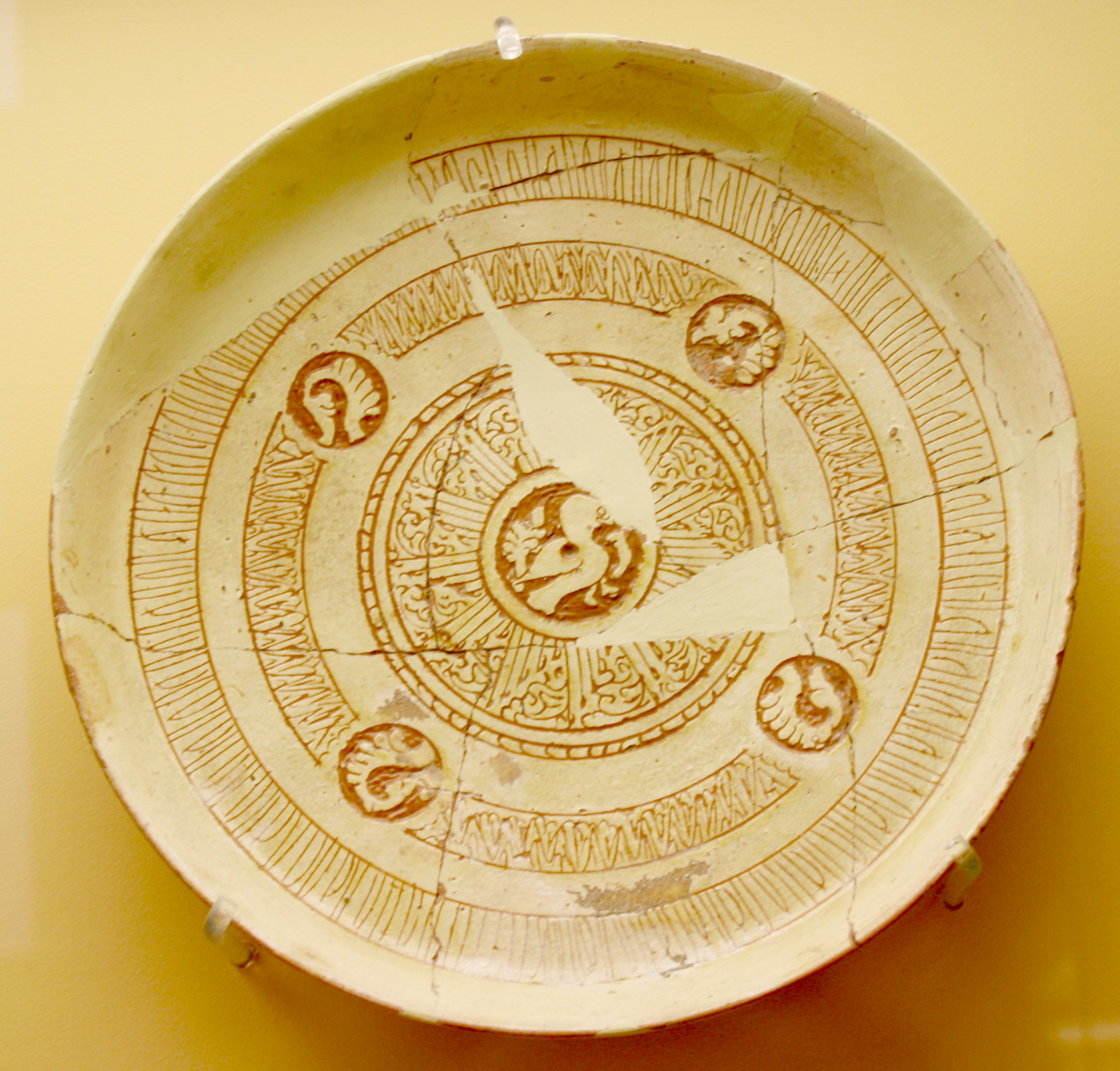
ビザンティン時代の皿 (12世紀)

## 現地へのアクセス
- アテネ地下鉄 モナスティラキ駅 から西へ約500m（アテナイのアゴラ内）